# Alpakleja
Alpakleja (Aquilegia alpina) är en art i familjen ranunkelväxter från Alperna.

## Synonymer
Aquilegia pseudalpina Skalinská
- Wikimedia Commons har media som rör Alpakleja.